# Strange Magic (singolo)
Strange Magic è un singolo del gruppo musicale britannico Electric Light Orchestra, pubblicato nel 1976 ed estratto dall'album Face the Music.
Il brano è stato scritto e prodotto da Jeff Lynne.

## Tracce
- 7" (UK)

1. Strange Magic
2. Showdown (Live)

- 7" (USA)

1. Strange Magic
2. New World Rising